# Brodský rajón
Brodský rajón (ukrajinsky Бродівський район) byl rajón ve Lvovské oblasti na Ukrajině. Hlavním městem byly Brody a rajón měl přibližně 58 tisíc obyvatel. 

## Sídla v rajónu
- Brody
- Pidkamiň